# USS San Francisco (SSN-810)
| «Сан-Франциско»             | «Сан-Франциско»                                                              | «Сан-Франциско»                                                              |
| --------------------------- | ---------------------------------------------------------------------------- | ---------------------------------------------------------------------------- |
| USS San Francisco (SSN-810) |                                                                              |                                                                              |
|                             |                                                                              |                                                                              |
|                             |                                                                              |                                                                              |
| Під прапором                | США                                                                          | США                                                                          |
| Сучасний статус             | Замовлений                                                                   | Замовлений                                                                   |
| Проєкт                      |                                                                              |                                                                              |
| Тип ПЧ                      | Підводний човен атомний багатоцільовий з ракетами крилатими типу «Вірджинія» | Підводний човен атомний багатоцільовий з ракетами крилатими типу «Вірджинія» |
| Основні характеристики      |                                                                              |                                                                              |
| Швидкість (підводна)        | 25-34 вузлів (46- 62км/год)                                                  | 25-34 вузлів (46- 62км/год)                                                  |
| Робоча глибина занурення    | 240 м                                                                        | 240 м                                                                        |
| Гранична глибина занурення  | 500 м                                                                        | 500 м                                                                        |
| Автономність плавання       | діб                                                                          | діб                                                                          |
| Екіпаж                      | 100—120 осіб                                                                 | 100—120 осіб                                                                 |
| Розміри                     |                                                                              |                                                                              |
| Довжина найбільша (по КВЛ)  | 114,9 м                                                                      | 114,9 м                                                                      |
| Ширина корпусу найб.        | 10,5 м                                                                       | 10,5 м                                                                       |
| Водотоннажність надводна    | 7800 т                                                                       | 7800 т                                                                       |
| Озброєння                   |                                                                              |                                                                              |
| Торпедно- мінне озброєння   | Носові: 4 ТА калібру 533-мм, (27 торпед Mk-48)                               | Носові: 4 ТА калібру 533-мм, (27 торпед Mk-48)                               |
| Ракетне озброєння           | 12 вертикальних ПУ ракет «Томагавк»                                          | 12 вертикальних ПУ ракет «Томагавк»                                          |

«Сан-Франциско» (англ. USS Long Island (SSN-809)) - підводний човен типу «Вірджинія» V Серії. 
Четвертий корабель ВМС США з такою назвою.

## Історія створення
Про назву човна повідомив міністр військово-морських сил США Карлос Дель Торо 3 жовтня 2023 року. 